# Тутурутка
Тутурутка е българско комедийно предаване. Създадено е през 1994 година, а от януари 1999 се излъчва по варненската телевизия МСАТ. Предаването се излъчва всяка неделна вечер от 22.20 ч. Имат издадени 2 албума с авторски песни – „Манджа съ грозде“ и „Петилетка“. Сред най-големите им хитове са „Магазин“, „На теслата дръжката“, „Варна“, „Лято“, „Маями“ и други. През 2000 изнасят турне в 18 български града, като един от концертите им е в зала 1 на НДК. На фестивала „Златната албена“ печелят награда за най-добър клип за песента „Варна“. Тутурутка е свалено от ефир, след като през пролетта на 2002 договорът им с МСАТ изтича. През 2007 излиза DVD с най-доброто от Тутурутка, озаглавено „Алуминиум“.
За повече от 10 години „Тутурутка“ отправя повече от 20 официални предложения за телевизионно предаване към всички възможни медии в България (БНТ, bTV, Нова ТВ, ТВ7 и др.). През 2011 г. Атанаска Вихърова загива при автомобилна катастрофа в Канада. Иван Чешмеджиев и Венци Куцаров стартират www.tuturutka.bg. През май месец 2017 година шоумените направиха „Тутурнето Америка – с цървули по Дивия запад“, като посетиха Чикаго, Детройт, Торонто, Монреал, Бостън, Ню Йорк, Вашингтон, Морисвил, Атланта, Тампа и Маями.
Есента 2023 година ,,Тутурутка"се завръща на телевизионият екран на TВ21.
В понеделник, в 22:22 часа по TВ21 започва предаването Тутурутка, с нови скечове и песни. От сряда до събота в 23:00 започва предаването Тутурутка OldStars.
Януари 2023 Деян Милев се завръща в Тутурутка.